# Asociación de Fútbol de Kuwait
La Asociación de Fútbol de Kuwait (en árabe: الإتحاد الكويتي لكرة القدم) es el organismo rector del fútbol en Kuwait. Fue fundada en 1952 y desde 1962 es miembro de la FIFA y la AFC. Organiza el campeonato de Liga y de Copa de Kuwait, así como los partidos de la selección nacional en sus distintas categorías.